# Regering-Martens VIII
De regering-Martens VIII (9 mei 1988 - 29 september 1991) was een Belgische regering. Het was een coalitie tussen de CVP/PSC (43 en 18 zetels), de PS/SP (40 en 32 zetels) en de Volksunie (18 zetels).
De regering volgde de regering-Martens VII op na de verkiezingen van 13 december 1987. Het duurde 148 dagen voor de nieuwe regering van start ging, de op drie na (regeringsformaties België 2007-2008, regeringsformatie België 2010-2011, regeringsformaties België 2019-2020) langste regeringsvorming in de Belgische geschiedenis. De regering werd opgevolgd door de regering-Martens IX nadat op 29 september 1991 in volle verwarring de Volksunie de regering verliet, na discussies over wapenlicenties voor FN.

## Samenstelling
De regering telde 19 ministers (inclusief de premier) en 13 staatssecretarissen. De PS had 6 ministers en 3 staatssecretarissen, CVP 5 ministers (inclusief de premier) en 3 staatssecretarissen, SP 3 ministers en 4 staatssecretarissen, PSC 3 ministers en 2 staatssecretarissen en de VU 2 ministers en 1 staatssecretarissen.
| Ambtsbekleder | Ambtsbekleder                       | Ambtsbekleder                   | Functie en bevoegdheden | Termijn                               | Partij                 |
| Kernkabinet | Kernkabinet                         | Kernkabinet                     | Kernkabinet | Kernkabinet                           | Kernkabinet            |
| --- | ----------------------------------- | ------------------------------- | --- | ------------------------------------- | ---------------------- |
| |                                     | Wilfried Martens (1936-2013)    | Premier | 9 mei 1988 - 29 september 1991        | CVP                    |
| |                                     | Philippe Moureaux (1939-2018)   | Vicepremier Institutionele Hervormingen | 9 mei 1988 - 29 september 1991        | PS                     |
| Brussels Gewest | 9 mei 1988 - 11 juli 1989           | Philippe Moureaux (1939-2018)   | |                                       | PS                     |
| Herstructurering van het Ministerie van Onderwijs                                                                                    | 16 januari 1989 - 22 september 1991 | Philippe Moureaux (1939-2018)   | |                                       | PS                     |
| Herstructurering van het Ministerie van het Brussels Gewest                                                                          | 11 juli 1989 - 22 september 1991    | Philippe Moureaux (1939-2018)   | |                                       | PS                     |
| |                                     | Willy Claes (1938)              | Vicepremier Economische Zaken en Plan | 9 mei 1988 - 29 september 1991        | SP                     |
| Onderwijs | 9 mei 1988 - 16 januari 1989        | Willy Claes (1938)              | |                                       | SP                     |
| Herstructurering van het Ministerie van Onderwijs                                                                                    | 16 januari 1989 - 29 september 1991 | Willy Claes (1938)              | |                                       | SP                     |
| |                                     | Jean-Luc Dehaene (1940-2014)    | Vicepremier Verkeerswezen en Institutionele Hervormingen | 9 mei 1988 - 29 september 1991        | CVP                    |
| |                                     | Melchior Wathelet (1949)        | Vicepremier Justitie en Middenstand | 9 mei 1988 - 29 september 1991        | PSC                    |
| |                                     | Hugo Schiltz (1927-2006)        | Vicepremier Begroting en Wetenschapsbeleid | 9 mei 1988 - 29 september 1991        | VU                     |
| Ministers |                                     |                                 | |                                       |                        |
| |                                     | Leo Tindemans (1922-2014)       | Buitenlandse Betrekkingen | 9 mei 1988 - 19 juni 1989             | CVP                    |
| |                                     | Mark Eyskens (1933)             | Buitenlandse Betrekkingen | 19 juni 1989 - 29 september 1991      | CVP                    |
| |                                     | Philippe Maystadt (1948-2017)   | Financiën | 9 mei 1988 - 29 september 1991        | PSC                    |
| |                                     | Robert Urbain (1930-2018)       | Buitenlandse Handel | 9 mei 1988 - 29 september 1991        | PS                     |
| |                                     | Michel Hansenne (1940)          | Openbaar Ambt | 9 mei 1988 - 2 maart 1989             | PSC                    |
| |                                     | Raymond Langendries (1943)      | Openbaar Ambt | 2 maart 1989 - 29 september 1991      | PSC                    |
| |                                     | Freddy Willockx (1947-2024)     | Posterijen, Telegrafie en Telefonie | 9 mei 1988 - 16 januari 1989          | SP                     |
| |                                     | Marcel Colla (1943)             | Posterijen, Telegrafie en Telefonie | 16 januari 1989 - 29 september 1991   | SP                     |
| |                                     | Philippe Busquin (1941)         | Sociale Zaken | 9 mei 1988 - 29 september 1991        | PS                     |
| |                                     | Guy Coëme (1946)                | Landsverdediging | 9 mei 1988 - 29 september 1991        | PS                     |
| |                                     | Paula D'Hondt (1926-2022)       | Openbare Werken | 9 mei 1988 - 16 januari 1989          | CVP                    |
| |                                     | Louis Tobback (1938)            | Binnenlandse Zaken, Modernisering van de Openbare Diensten en Culturele en Wetenschappelijke Nationale Instellingen | 9 mei 1988 - 29 september 1991        | SP                     |
| |                                     | Yvan Ylieff (1941)              | Onderwijs | 9 mei 1988 - 16 januari 1989          | PS                     |
| |                                     | André Geens (1941)              | Ontwikkelingssamenwerking | 9 mei 1988 - 29 september 1991        | VU                     |
| |                                     | Alain Van der Biest (1945-2002) | Pensioenen | 9 mei 1988 - 2 mei 1990               | PS                     |
| |                                     | Gilbert Mottard (1926-2011)     | Pensioenen | 2 mei 1990 - 29 september 1991        | extraparlementair (PS) |
| |                                     | Luc Van den Brande (1945)       | Tewerkstelling en Arbeid | 9 mei 1988 - 29 september 1991        | CVP                    |
| Staatssecretarissen |                                     |                                 | |                                       |                        |
| |                                     | Elie Deworme (1932)             | Energie, toegevoegd aan de minister van Economische Zaken | 9 mei 1988 - 29 september 1991        | PS                     |
| |                                     | Pierre Mainil (1925-2013)       | Middenstand en Oorlogsslachtoffers, toegevoegd aan de minister van Justitie en Middenstand | 9 mei 1988 - 29 september 1991        | PSC                    |
| |                                     | Paul De Keersmaeker (1929-2022) | Europese Zaken en Landbouw, toegevoegd aan de minister van Buitenlandse Betrekkingen | 9 mei 1988 - 29 september 1991        | CVP                    |
| |                                     | Jean-Louis Thys (1939-1999)     | Brusselse Gewest, toegevoegd aan de minister van het Brussels Gewest | 9 mei 1988 - 11 juli 1989             | PSC                    |
| |                                     | Miet Smet (1943-2024)           | Leefmilieu en Maatschappelijke Emancipatie, toegevoegd aan de Eerste Minister | 9 mei 1988 - 29 september 1991        | CVP                    |
| |                                     | Anne-Marie Lizin (1949-2015)    | Europa 1992, toegevoegd aan de minister van Buitenlandse Handel | 9 mei 1988 - 29 september 1991        | extraparlementair (PS) |
| |                                     | Jef Valkeniers (1932)           | Brusselse Gewest, toegevoegd aan de minister van het Brusselse Gewest | 9 mei 1988 - 11 juli 1989             | VU                     |
| |                                     | Roger Delizée (1935-1998)       | Volksgezondheid en Gehandicaptenbeleid, toegevoegd aan de minister van Sociale Zaken | 9 mei 1988 - 29 september 1991        | PS                     |
| |                                     | Leona Detiège (1942)            | Pensioenen, toegevoegd aan de minister van Pensioenen | 9 mei 1988 - 29 september 1991        | SP                     |
| |                                     | Marcel Colla (1943)             | Wetenschapsbeleid, toegevoegd aan de minister van Wetenschapsbeleid | 9 mei 1988 - 16 januari 1989          | SP                     |
| |                                     | Luc Van den Bossche (1947)      | Onderwijs, toegevoegd aan minister van Onderwijs Willy Claes | 9 mei 1988 - 18 oktober 1988          | SP                     |
| |                                     | Herman Van Rompuy (1947)        | Financiën en Kleine en Middelgrote Ondernemingen toegevoegd aan de minister van Financiën en de minister van Middenstand | 9 mei 1988 - 18 september 1988        | CVP                    |
| |                                     | Norbert De Batselier (1947)     | Institutionele Hervormingen, toegevoegd aan minister van Institutionele Hervormingen Jean-Luc Dehaene Kleine en Middelgrote Ondernemingen (vanaf 18 oktober 1988) Herstructurering van het Ministerie van Openbare Werken (vanaf 16 januari 1989) | 9 mei 1988 - 18 oktober 1988          | SP                     |
| |                                     | Wivina Demeester (1943)         | Financiën, toegevoegd aan de minister van Financiën | 18 september 1988 - 29 september 1991 | CVP                    |
| |                                     | Jos Dupré (1928-2021)           | Institutionele Hervormingen en Kleine en Middelgrote Ondernemingen toegevoegd aan minister van Institutionele Hervormingen Jean-Luc Dehaene en de minister van Middenstand                                                                        | 18 oktober 1988 - 29 september 1991   | CVP                    |
| Herstructurering van het Ministerie van Openbare Werken, toegevoegd aan de minister van Verkeerswezen en Institutionele Hervormingen | 16 januari 1989 - 29 september 1991 | Jos Dupré (1928-2021)           | |                                       | CVP                    |
| |                                     | Pierre Chevalier (1952)         | Onderwijs, toegevoegd aan minister van Onderwijs Willy Claes | 18 oktober 1988 - 16 januari 1989     | SP                     |
| Wetenschapsbeleid, toegevoegd aan de minister van Wetenschapsbeleid                                                                  | 16 januari 1989 - 18 januari 1990   | Pierre Chevalier (1952)         | |                                       | SP                     |
| |                                     | Erik Derycke (1949)             | Wetenschapsbeleid, toegevoegd aan de minister van Wetenschapsbeleid | 18 januari 1990 - 29 september 1991   | SP                     |

### Herschikkingen
- Op 18 september 1988 verving Wivina Demeester (CVP) Herman Van Rompuy voor de bevoegdheid van Financiën. Van Rompuy verliet de regering om de nieuwe voorzitter van de CVP te worden.
- Op 18 oktober 1988 verving Jos Dupré (CVP) Norbert De Batselier (SP) als staatssecretaris voor Institutionele Hervormingen en krijgt de bevoegdheid KMO's, die voorheen van Van Rompuy was. Pierre Chevalier (SP) verving Luc Van den Bossche (SP) als staatssecretaris voor Onderwijs. De Batselier en Van den Bossche werden allebei Vlaams minister in Geens IV.
- Op 16 januari 1989 kregen Philippe Moureaux en Willy Claes allebei de nieuwe bevoegdheid Herstructurering van het Ministerie van Onderwijs. Hierop traden Yvan Ylieff en Willy Claes af als minister van Onderwijs. Marcel Colla verving Freddy Willockx als minister van PTT. Willockx werd burgemeester van Sint-Niklaas. Pierre Chevalier verving op zijn beurt Marcel Colla als staatssecretaris voor Wetenschapsbeleid en nam ontslag als staatssecretaris voor Onderwijs. Paula D'Hondt trad af als minister van Openbare Werken waarop Jos Dupré als staatssecretaris bevoegd werd voor Herstructurering van het Ministerie van Openbare Werken. Yvan Ylieff werd Franse Gemeenschapsminister in de regering-Féaux en D'Hondt werd door de koning benoemd tot koninklijk commissaris voor het Migrantenbeleid. Ylieff en Claes waren de laatste nationale ministers van Onderwijs en D'Hondt was de laatste nationale minister van Openbare Werken. Deze bevoegdheden waren voortaan bij de deelstaten.
- Op 2 maart 1989 verving Raymond Langendries (PSC) Michel Hansenne voor Openbaar Ambt. Hansenne werd immers directeur van de Internationale Arbeidsorganisatie.
- Op 19 juni 1989 verving Mark Eyskens (CVP) Leo Tindemans voor Buitenlandse Zaken. Tindemans ging zetelen in het Europees Parlement.
- Op 11 juli 1989 werd Philippe Moureaux bevoegd voor de Hervorming van het Ministerie van het Brussels Gewest en neemt afstand van de bevoegdheid Brussels Gewest. Jean-Louis Thys en Jef Valkeniers nemen ontslag als staatssecretaris voor het Brussels Gewest. Eén dag later legde de eerste Brusselse regering, Picqué I de eed af.
- Op 18 januari 1990 verving Eric Derycke (SP) Pierre Chevalier  als staatssecretaris voor Wetenschapsbeleid. Chevalier moest ontslag nemen nadat bleek dat hij een dure dienstreis naar Parijs had gemaakt. Hij werd lid van de Parlementaire Vergadering van de Raad van Europa en de Assemblee van de West-Europese Unie.
- Alain Van der Biest moest André Cools (PS) vervangen in de Waalse regering-Anselme. Op 2 mei 1990 werd hij zelf opgevolgd als minister van Pensioenen door Gilbert Mottard (PS).

## Maatregelen
De meest bekende maatregelen van de regering-Martens VIII zijn:
- De derde staatshervorming, onder andere de overheveling van het onderwijs naar de gemeenschappen.
- Pacificatiewet
- Wet Tobback over anti-inbraaksystemen.
- Abortuswet